# Їдишизм
Їдиши́зм — слово або словосполучення, запозичені з їдишу до інших мов. Оскільки їдиш походить від німецьких та давньоєврейських діалектів, то й слова в ньому переважно мають німецькі або гебрейські корені, і часто важко визначити, чи мова йде про їдишизм, чи про гебраїзм або германізм.

## Приклади їдишизмів в українській мові
Їдишизми в українській мові вивчені слабко. Дослідження на початку XX століття проводив Іван Огієнко. Він виділяв групу слів з комерційної та побутової лексики.

## В інших мовах

### Англійська мова
В англійській мові використовується багато ідишизмів, особливо в її американському різновиді, що пов'язано з великою єврейською еміграцією в цю країну. Деякі з них визнані єврейськими словами або за значенням, або за фонетикою (наприклад: bagel ‘бублик’, kosher ‘кошер’, kvetch ‘скаржитися’, shtick ‘число, предмет’).
- вираз from his (або: your) mouth to God's ear[3].

Крім того, у мові ортодоксальних євреїв, які проживають у Сполучених Штатах, можна спостерігати багато елементів ідиш.
У своїй книзі, присвяченій американському їдишизму, Мацей Відавський представив майже 1000 із них, але це лише найпоширеніші та найбільш репрезентативні з них. Існують як лексичні запозичення, так і кальки та словотворчі елементи (наприклад, дуже продуктивний суфікс -nik), і вони належать до всіх варіантів американської англійської мови: від стандартної стандартної мови через розмовний стиль до сленгу.

### Німецька мова
Багато слів ідиш також зафіксовано в німецьких словниках. Їх розробку здійснив Ганс Петер Альтхаус, який зібрав і описав близько 1100 їдишизмів, як загальновживаних у німецькій мові, так і тих, що трапляються час від часу.

### Мова іврит
Мова їдиш також мала вплив на сучасну єврейську мову, і, крім лексичних чи синтаксичних запозичень, заслуговують на увагу такі:
- зменшувальні суфікси (наприклад Danele від чоловічого імені Dan, Dinale від жіночого імені Dina,'abale ‘тато’).